# Alan Baker
Alan Baker FRS (Londen, 19 augustus 1939 – 4 februari 2018) was een Brits wiskundige.
Hij is bekend voor zijn werk aan effectieve methoden in de getaltheorie, met name die welke voortvloeien uit de transcendentietheorie. In 1970 werd hij op 31-jarige leeftijd bekroond met de Fieldsmedaille. Zijn academische carrière begon als student van Harold Davenport aan het University College London en later aan de Universiteit van Cambridge. Hij is een fellow van Trinity College in Cambridge.
Zijn interesse ging uit naar de getaltheorie, transcendentie, logaritmische vormen, doeltreffende methoden, diofantische meetkunde en de diofantische analyse.
Naar hem is de stelling van Baker genoemd.

## Werk
Baker onderzocht vooral de getaltheorie en de theorie van de transcendente getallen. Hij bewees in 1964 met hypergeometrische functies dat voor elk rationaal getal p/q geldt:
abs(21/3 − p/q) > 10−6 / q2,955
in 1966 veralgemeende hij de stelling van Gelfond-Schneider en bewees dat elke lineaire vorm
b1 ln a1 + b2 ln a2 + ... + bn ln an
een transcendent getal is. Hierin zijn ai en bi algebraïsche getallen en stelt ln de natuurlijke logaritme voor.
In 1966 bewees hij tegelijkertijd met Stark, maar onafhankelijk en op een andere manier, een vermoeden van Carl Friedrich Gauss, namelijk dat alle imaginaire kwadratische velden Q(vierkantswortel(d)) met unieke splitsing in factoren gegeven worden voor
d = −1, −2, −3, −7, −11, −19, −43, −67 en −163
In 1968 bewees hij de stelling van Thue-Siegel-Roth.
1. ↑  Mathematics Genealogy Project; geraadpleegd op: 8 augustus 2016; taal van werk of naam: Engels; MGP-identificatiecode: 22765.